# Pórszombat, Zala
Pórszombat  este un sat în districtul Lent, județul Zala, Ungaria, având o populație de 308 locuitori (2011). 

## Demografie
Componența etnică a satului Pórszombat
     Maghiari (98,94%)
     Germani (1,06%)
Componența confesională a satului Pórszombat
     Romano-catolici (84,42%)
     Fără religie (1,62%)
     Necunoscută (12,99%)
     Reformați (0,97%)
Conform recensământului din 2011, satul Pórszombat avea 308 locuitori. Din punct de vedere etnic, majoritatea locuitorilor (98,94%) erau maghiari, cu o minoritate de germani (1,06%).  Din punct de vedere confesional, majoritatea locuitorilor (84,42%) erau romano-catolici, cu o minoritate de persoane fără religie (1,62%). Pentru 12,99% din locuitori nu este cunoscută apartenența confesională.